# Pocheteau
Taxons concernés
Le terme Pocheteau désigne plusieurs espèces de raies.
Liste des espèces :
- Rostroraja alba
- Pocheteau gris (Dipturus batis)
- Pocheteau noir (Dipturus oxyrinchus)